# Geoffrey Hodson
Geoffrey Hodson (Lincolnshire, Inglaterra, 12 de março de 1886 – Auckland, Nova Zelândia, 23 de janeiro de 1983) foi um escritor, teósofo, filósofo e ocultista, uma das figuras mais importantes na Sociedade Teosófica no século XX.

## Biografia
Educado na Inglaterra, serviu com distinção nas Forças Armadas do Reino Unido durante a I Guerra Mundial, experiência que parece ter-lhe suscitado o desejo de trabalhar pela erradicação das causas das guerras e sofrimentos do mundo.
Escreveu cerca de 50 livros sobre ocultismo, tratando de vários assuntos, como poderes psíquicos, misticismo, meditação, saúde, clarividência e seres de outros planos de existência, como os anjos e fadas. Além disso escreveu mais de 200 artigos, fez programas radiofônicos e viajou extensamente dando palestras sobre Teosofia.
Foi Diretor de Estudos da Escola de Sabedoria no Quartel General da Sociedade Teosófica em Adyar, Índia, e foi conferencista convidado na Escola de Teosofia Krotona em Ojai, Califórnia. Fez pesquisas utilizando seu poder clarividente que foram consideradas por cientistas como perfeitamente acuradas e confiáveis. Por sua contribuição à causa teosófica foi agraciado com a Medalha Subba Row em 1954.

## Publicações em português
Dentre suas obras já com versão para o português destacam-se:
- As Hostes Angélicas
- O Reino das Fadas
- O Reino dos Deuses
- Sêde Perfeitos!
- Os Sete temperamentos Humanos
- A fraternidade de Anjos e de Homens
- Uma nova Luz sobre o problema da Doença
- A Sabedoria Oculta na Bíblia Sagrada
- Meditações Sobre A Vida Oculta
- A Vida de Cristo do Nascimento a Ascensão
- O Homem Na Saude E Na Doença
- O Milagre Do Nascimento
- O Lado Interno Do Culto Na Igreja
- Saúde E Espiritualidade
- O Chamado Do Alto
- Luz do Santuário, O Diário Oculto de Geoffrey Hodson

## Publicações em inglês
Obras de Geoffrey Hodson:
- Faeries at Work and at Play, 1925
- The Kingdom of Faerie, 1927
- The Science of Seership 1927
- The Brotherhood of Angels and of Men, 1927
- First Steps on the Path, 1928
- The Angelic Hosts, 1928
- Be Ye Perfect, 1928
- Angels and the New Race, 1929
- American Lectures, 1929
- Thus Have I Heard, 1929
- The Miracle of Birth, 1929
- The Inner Side of Church Worship, 1930
- An Occult View of Health and Disease 1930
- New Light on the Problem of Disease 1930
- Some Experiments in Four Dimensional Vision, 1933
- The Coming of the Angels, 1935
- Destiny, 1936
- The Seven Human Temperaments, 1952
- Man, the Triune God, 1952
- Kingdom of the Gods, 1952
- Through the Gateway of Death: A Message to the Bereaved, 1953
- Theosophy Answers Some Problems of Life, 1953
- Pathway to Perfection, 1954
- Occult Powers in Nature and in Man, 1955
- Lecture Notes: The School of the Wisdom, 1955
- Vital Questions Answered, 1959
- The Soul's Awakening: Talks on Occultism and the Occult Life, 1963
- Hidden Wisdom in the Holy Bible, 1963–1980
- Man's Supersensory and Spiritual Powers, 1964
- Reincarnation, Fact or Fallacy?, 1967
- Meditations on the Occult Life, 1968
- The Supreme Splendour, 1967
- The Priestly Ideal, 1971
- The Call to the Heights: Guidance on the Pathway to Self-Illumination, 1975
- Christ Life from Nativity to Ascension, 1975
- Music Forms: Superphysical Effects of Music Clairvoyantly Observed, 1976
- At the Sign of the Square and Compass, 1976
- Clairvoyant Investigations of Christian Origins, 1977
- Basic Theosophy: The Living Wisdom (condensed from Lecture Notes), 1981
- The Concealed Wisdom in World Mythology, 1983
- Clairvoyant Investigations, 1984
- The Occult Philosophy Concealed within Freemasonry, 1985

Publicações póstumas:
- Light of The Sanctuary - The Occult Diary of Geoffrey Hodson, 1988
- Yogic Ascent to Spiritual Heights, 1991
- Illuminations of The Mystery Tradition, 1992
- Sharing The Light - The collected Articles of Geoffrey Hodson, 2008
- An Introduction to The Initiate Life, 2018
- The Ancient Mysteries, 2020